# Gnophomyia subhyalina
Gnophomyia subhyalina är en tvåvingeart som beskrevs av Alexander 1913. Gnophomyia subhyalina ingår i släktet Gnophomyia och familjen småharkrankar. Inga underarter finns listade i Catalogue of Life.